# Archidiocèse d'Antananarivo
L'archidiocèse métropolitain d'Antananarivo est un des cinq archidiocèses de Madagascar. Son siège est la cathédrale de l'Immaculée-Conception à Antananarivo (autrefois Tananarive), la capitale du pays.

## Diocèses suffragants
- Antsirabé
- Maintirano (en)
- Miarinarivo (en)
- Tsiroanomandidy (en)